# Вулиця Купальська (Львів)
Вулиця Купальська — вулиця у Шевченківському районі міста Львів, місцевість Збоїща. Пролягає від вулиці Творчої до вулиці Космічної. Прилучаються вулиці Збоїща, Степового та Рубінова.

## Історія та забудова
Вулиця виникла у складі селища Збоїща, не пізніше 1952 року отримала назву вулиця Калініна, на честь радянського державного діяча Михайла Калініна. У 1958 році, після приєднання Збоїщ до Львова, перейменована на вулицю Можайського, на честь російського конструктора та винахідника Олександра Можайського. Сучасна назва — з 1993 року.
Забудована переважно типовими для Збоїщ одноповерховими садибами, зберігся один дерев'яний будинок (№ 44).